# بندمیان
بندمیان، روستایی از توابع بخش مرکزی شهرستان ابرکوه در استان یزد ایران است.

## جمعیت
این روستا در دهستان فراغه قرار دارد و براساس سرشماری مرکز آمار ایران در سال ۱۳۸۵، جمعیت آن ۲۲ نفر (۶خانوار) بوده‌است.